# فاسيلي إيفانوفيتش بيتروف
فاسيلي إيفانوفيتش بيتروف (بالروسية: Василий Иванович Петров)‏ (15 يناير 1917 - 1 فبراير 2014) ضابط عسكري روسي سامي وأحد مارشالات الاتحاد السوفيتي.

## خلفية
ولد بيتروف في منطقة ستافروبول كراي الروسية سنة 1917 . وأكمل دراسته الثانوية سنة 1935 ودرس لسنتين في مدرسة لتدريب المعلمين حتى سنة 1937
أنضم بيتروف لصفوف الجيش الأحمر سنة 1939 حتى أصبح ضابطا عسكريا سامي برتبة ملازم سنة 1941
خلال الحرب العالمية الثانية . حارب بيتروف أثناء معركة الدفاع عن اوديسا والدفاع عن مدينة سيفاستوبول وحملة القوقاز كما كان طرفا في حملة تحرير اوكرانيا من القوات الألمانية وغزو رومانيا إضافة إلى هجوم بودابست في المجر
بعد الحرب أكمل بيتروف تعليمه العسكري في أكادمية فرانز العسكرية في موسكو وتدرج في الرتب حيث تمت ترقيته إلى عقيد سنة 1952 ثم لواء سنة 1962 وفريق سنة 1965 وفريق أول سنة 1972 وأخيرا تم تعيينه مارشالا للإتحاد السوفيتي سنة 1983
خلال السبعينات فاسيلي بيتروف مستشارا عسكريا للقوات المسلحة الإثيوبية وكلف بمساعدة القوات وإعادة بنائها أثناء حرب أوغادين .
وفي سنة 1982 تم منحه وسام بطل الاتحاد السوفيتي اعلى الأوسمة العسكرية والمدنية في الدولة .
وفي الفترة الممتدة من 1972 إلى 1976 كلف بقيادة مقاطعة الشرق الأقصى العسكرية في روسيا
ومنذ سنة 1992 عمل بيتروف كمستشار لوزارة الدفاع الروسية وتوفي سنة 2014 عن عمر ناهز 97 عاما.